# Liste der Kulturdenkmäler in Hümme
Die folgende Liste enthält die in der Denkmaltopographie ausgewiesenen Kulturdenkmäler auf dem Gebiet des Ortsteils Hümme der  Stadt Hofgeismar, Landkreis Kassel, Hessen.
Hinweis: Die Reihenfolge der Denkmäler in dieser Liste orientiert sich an der Anschrift, alternativ ist sie auch nach der Bezeichnung oder der Bauzeit sortierbar.
Kulturdenkmäler werden fortlaufend im Denkmalverzeichnis des Landes Hessen durch das Landesamt für Denkmalpflege Hessen auf Basis des Hessischen Denkmalschutzgesetzes (HDSchG) geführt. Die Schutzwürdigkeit eines Kulturdenkmals hängt nicht von der Eintragung in das Denkmalverzeichnis des Landes Hessen oder der Veröffentlichung in der Denkmaltopographie ab.

Das Vorhandensein oder Fehlen eines Objekts in dieser Liste ist keine rechtsverbindliche Auskunft darüber, ob es Kulturdenkmal ist oder nicht: Diese Liste entspricht möglicherweise nicht dem aktuellen Stand der offiziellen Denkmaltopographie. Diese ist für Hessen in den entsprechenden Bänden der Denkmaltopographie Bundesrepublik Deutschland und im Internet unter DenkXweb – Kulturdenkmäler in Hessen einsehbar. Auch diese Quellen sind, obwohl sie durch das Landesamt für Denkmalpflege Hessen aktualisiert werden, nicht immer aktuell, da es im Denkmalbestand immer wieder Änderungen gibt.
Eine verbindliche Auskunft erteilt allein das Landesamt für Denkmalpflege Hessen.
Nutze diese Kartenansicht, um Koordinaten in der Liste zu setzen. In dieser Kartenansicht sind Kulturdenkmale ohne Koordinaten mit einem roten bzw. orangen Marker dargestellt und können in der Karte gesetzt werden. Kulturdenkmale ohne Bild sind mit einem blauen bzw. roten Marker gekennzeichnet, Kulturdenkmale mit Bild mit einem grünen bzw. orangen Marker.

## Hümme
| Bild                       | Bezeichnung                                       | Lage                        | Beschreibung | Bauzeit | Daten |
| -------------------------- | ------------------------------------------------- | --------------------------- | --- | ------- | ----- |
| Bild gesucht BW            | Gesamtanlage Dorfkern und frühe Ortserweiterungen | Lage                        | |         |       |
| weitere Bilder             | Längsdielenhaus                                   | Entenweg 1 Lage             | | 1803    |       |
| weitere Bilder             | Fachwerkhaus                                      | Entenweg 6 Lage             | |         |       |
| weitere Bilder             | Querdielenhaus                                    | Entenweg 8 Lage             | |         |       |
| weitere Bilder             | Mühlengebäude                                     | Hauptstraße 26 und 26a Lage | |         |       |
| Bild gesucht BW            | Fachwerkhaus                                      | Hauptstraße 28 Lage         | |         |       |
| weitere Bilder             | Wohnwirtschaftsgebäude                            | Hauptstraße 31 Lage         | |         |       |
| weitere Bilder             | Längsdielenhaus                                   | Hauptstraße 33 Lage         | | 1788    |       |
| Längsdielenhaus            | Längsdielenhaus                                   | Hauptstraße 40 Lage         | |         |       |
| weitere Bilder             | Querdielenhaus                                    | Hauptstraße 41 Lage         | |         |       |
| weitere Bilder             | Fachwerkhaus                                      | Hauptstraße 46 Lage         | |         |       |
| Fachwerkhaus               | Fachwerkhaus                                      | Hauptstraße 49 Lage         | |         |       |
| weitere Bilder             | Querdielenhaus                                    | Hauptstraße 50 Lage         | |         |       |
| Ehemaliges Längsdielenhaus | Ehemaliges Längsdielenhaus                        | Hauptstraße 51 Lage         | |         |       |
| weitere Bilder             | Flurquerdielenhaus                                | Hauptstraße 54 Lage         | |         |       |
| weitere Bilder             | Flurquerdielenhaus                                | Hauptstraße 55 Lage         | |         |       |
| weitere Bilder             | Fachwerkhaus                                      | Hauptstraße 56a Lage        | |         |       |
| Längsdielenhaus            | Längsdielenhaus                                   | Hauptstraße 59 Lage         | | 1733    |       |
| weitere Bilder             | Längsdielenhaus                                   | Hauptstraße 61 Lage         | |         |       |
| weitere Bilder             | Backsteinhaus                                     | Hauptstraße 62 Lage         | |         |       |
| weitere Bilder             | Evangelische Pfarrkirche                          | Hauptstraße 67 Lage         | Westturm mit achteckigem Fachwerkaufbau und Laterne aus dem 18. Jahrhundert. Saalfömiges Kirchenschiff von 1770 unter Verwendung von mittelalterlichem Mauerwerk, im Besonderen an der Nordseite. |         |       |
| weitere Bilder             | Fachwerkhaus                                      | Hauptstraße 69 Lage         | |         |       |
| Längsdielenhaus            | Längsdielenhaus                                   | Hintere Straße 3 Lage       | |         |       |
| Ständerbau                 | Ständerbau                                        | Hintere Straße 5 Lage       | |         |       |
| Längsdielenhaus            | Längsdielenhaus                                   | Hintere Straße 10 Lage      | |         |       |
| Fachwerkhaus               | Fachwerkhaus                                      | Hintere Straße 18 Lage      | |         |       |
| Wohnwirtschaftsgebäude     | Wohnwirtschaftsgebäude                            | Wiesenwegstraße 1 Lage      | |         |       |